# Aist 2D
Aist 2D (russisch Аист-2Д, deutsch: Storch, auch Aist-2D (198KS) oder RS-48) war ein russischer Mikrosatellit, der von einer Gruppe von Studenten, Doktoranden und Wissenschaftlern der Nationalen Forschungsuniversität Samara in Zusammenarbeit mit RKZ Progress entwickelt wurde. Er war der dritte Satellit der AIST-Reihe.

## Nutzlast
Die Hauptnutzlast war der Aurora-Imager mit einer Bodenauflösung von 1,48 Metern im panchromatischen Modus und einer Auflösung von 4,5 Metern im multispektralen Modus. Ebenfalls an Bord war das BiRLK-Bistatic-P-Band-Synthetic-Aperture-Radar (SAR), das in der Lage war, durch Vegetation verdeckte Ziele und unterirdische Merkmale zu beobachten sowie die globale Geologie und die Biomasse der Vegetation zu untersuchen. Das Massenspektrometer DMS-01 analysierte die gasförmige Umgebung des Satelliten, insbesondere die Ausgasung der Satellitenkomponenten.

## Mission
Der Satellit wurde mit dem Jungfernflug der Sojus-2-1a-Trägerrakete mit Wolga-Oberstufe am 28. April 2016 vom Kosmodrom Wostotschny gestartet.
In fünf Jahren erfasste Aist 2D insgesamt 62 Millionen km² der Erdoberfläche und im Juni den Wiedereintritt der zweiten Stufe einer chinesischen Schwerlastrakete verfolgt. Aist 2D trat am 15. April 2024 wieder in die Erdatmosphäre ein.

## Frequenzen
- Baken: 435,315 und 435,365 MHz (Mode 4800bps PSK und CW)